# Ginko Ogino
Ginko Ogino (荻野 吟子, Ogino Ginko, 3. března 1851 Musaši – 23. června 1913 Tokio) byla japonská lékařka. Byla první ženou, která získala licenci praktikovat západní medicínu v Japonsku.

## Životopis
Ginko Ogino se narodila v roce 1851 do bohaté rolnické rodiny v provincii Musaši, ve městě dnes známém jako Kumagaja v prefektuře Saitama. Když jí bylo 16 let, byla provdána v dohodnutém sňatku za syna prvního ředitele banky Ašikaga. Ovšem záhy ji její manžel nakazil kapavkou, v té době považovanou ze velmi ostudnou nemoc. Se svým ponížením již nechtěla dále zůstávat u manželovy rodiny, proto se vrátila do domu rodičů. Rozhodla se nechat se rozvést, přestože rozvod byl v té době nevídaný a také skandální. Když se šla s chorobou léčit do nemocnice, zjistila jak moc ponižující a nepříjemné je být vyšetřována mužskými doktory. Protože v této době neexistovaly žádné ženské lékařky, rozhodla se, že se lékařkou stane sama.

### Studium
Už jako dítě byla velmi nadanou studentkou, což neuniklo učiteli konfuciánství, který ji podporoval i přesto, že to u dívek nebylo zvykem. Byla přesvědčená, že mnoho žen v Japonsku, stejně jako ona, trpí neléčenou kapavkou, kvůli strachu z ponížení a studu jít se léčit k mužským lékařům. Proto se rozhodla, že jim pomůže. Jakkoli bylo v Japonsku v 19. století neobvyklé, aby žena byla rozvedená, bylo ještě neobvyklejší, aby žena studovala a vstoupila do profese, která byla považována za vyhrazenou pouze mužům. Její rodina ji v její touze příliš nepodporovala, Ogino ale přesto pokračovala ve svém snažení stát se lékařkou.
Nejdříve absolvovala Tokijskou školu pro ženy (dnešní Univerzita Očanomizu Džoši Daigaku), a poté nastoupila na Univerzitu Džuntendo. Byla první ženou ve zcela mužském světě, kvůli čemuž musela často čelit předsudkům a obtěžování. Také stále čelila finanční omezením, ale i přes veškeré obtíže se jí podařilo úspěšně absolvovat v roce 1882. Další překážkou bylo, že jí nebylo dovoleno zúčastnit se praktické zkoušky k získání lékařské licence. Odmítla se vzdát a po přímluvě jejího vyučujícího Išigura Tanamoriho a vlivného obchodníka Kauemona Takašimy jí nakonec bylo dovoleno zúčastnit se zkoušky v roce 1885. Následně, první rok poté, co se stala první licencovanou lékařkou v Japonsku, založila nemocnici Ogino v Jušimě v Tokiu, kde vytvořila vzkvétající praxi určenou pro ženské pacientky.

### Lékařská praxe
Specializovala se na porodnictví a gynekologii a přijímala množství žen s pohlavně přenosnými chorobami. Také byla zaměstnána jako lékařka na dívčí škole, Univerzitě Meidži Gakuin. Mnohými ženami byla za své úspěchy obdivována a její vstup do medicíny povzbuzoval další ženy v Japonsku, aby vstoupily do oboru. Tomu i ženám se snažila přispět vyučováním o důležitosti hygieny. V roce 1887 se stala zakládající členkou Ženské sanitární společnosti. Podporu jí vyjadřovaly především ženy lékařů, ale i porodní báby a zdravotní sestry a v roce 1888 již měla společnost 250 členů a vydávala svůj vlastní časopis Fudžin Eiseikai Zašši. Ogino byla v editorské radě a každý měsíc přednášela na shromážděních. Roku 1886 se nechala pokřtít. Její křesťanské probuzení ji zřejmě vedlo do skupiny žen, které protestovaly proti prostituci a souložnictví. Také začala být aktivní v organizaci Ženské křesťanské unii pro prohibici.
V roce 1890 se znovu provdala, tentokrát za výrazně staršího protestantského duchovního a utopického vizionáře, kterým byl Jukijoši Šikata, který krátce po svatbě odjel na ostrov Hokkaidó. Sdíleli společnou vizi o progresivnější japonské společnosti. V roce 1893, když byla na vrcholu své kariéry, s ní udělal rozhovor ženský naučný magazín Džogaku Zašši, o jejím životě a odhodlání stát se lékařkou. Na základě toho následně vydala třídílnou esej s názvem „Minulost a budoucnost ženských lékařek v Japonsku“, kde uvedla důvody, proč je potřeba více ženských lékařek. V první části prezentovala své vize, které situovala nejprve v historickém kontextu lékařské reformy v období Meidži, ve druhé srovnávala lékařské vzdělání pro ženy v kontextu s evropskými zeměmi a USA – příklady „civilizovaných“ zemí, které Ogino srovnávala s Japonskem. V mnoha aspektech její život reflektoval rozpor ideálů ženství v období Meidži. Byla vzdělaná v nejnovější západní medicíně a přestoupila na křesťanskou víru, přesto zůstávala ovlivněna konfuciánstvím a výchovou, které se jí dostalo v rodině jako dceři vesnického předáka. Podařilo se jí dosáhnout svého snu stát se lékařkou a tvrdohlavě si vzala milovaného muže, jen aby ji přivedl do života v zapomnění.

### Odjezd na Hokkaidó

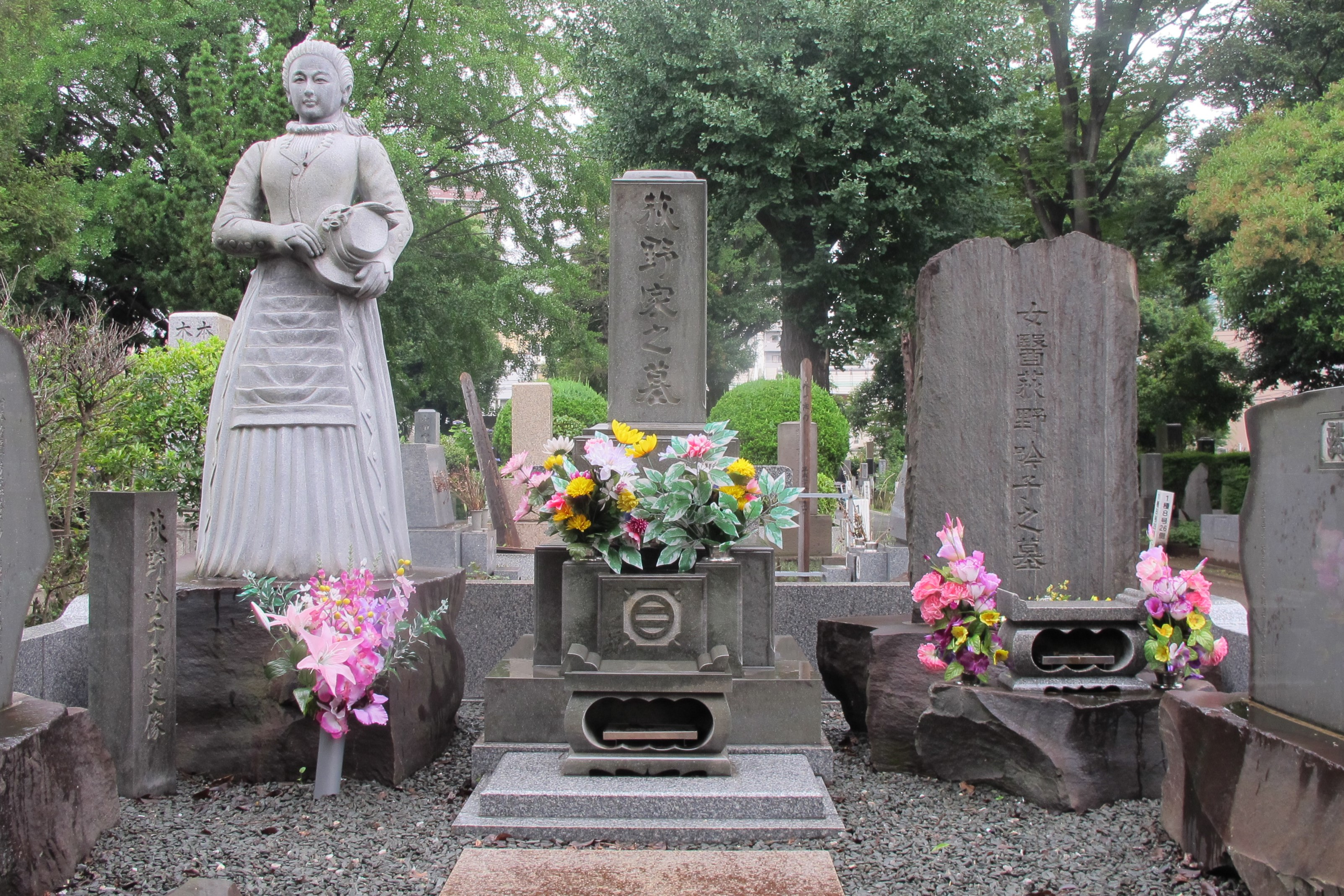
Hrob Gingo Ogino na hřbitově Zošigaja v Tokiu

Kvůli manželovi v roce 1894 zanechala svou prosperující praxi a odjela za ním na Hokkaidó, aby asistovala jeho misi s cílem založit utopické křesťanské společenství v odlehlé oblasti ostrova. Ačkoli i zde pokračovala v praktikování medicíny, už nikdy poté nedosáhla stejného věhlasu. Po manželově smrti se vrátila zpět do Tokia, kde se v roce 1908 pokusila znovu obnovit svou praxi, ale její těžce získané znalosti byly v tuto dobu již zastaralé a její zdraví bylo podlomené kapavkou, se kterou bojovala po celý život. Zemřela na aterosklerózu 23. června 1913 v Tokiu. Byla pohřbena na hřbitově Zošigaja v Tokiu.

## Pocta
V roce 1967 vznikl na její počest vysoký pomník v Setaně. Místní regionální muzeum uchovává také mnoho artefaktů z jejího běžného života a hodnotné historické záznamy o praktikování medicíny v její době. Podle života Ginko Ogino napsal spisovatel a doktor Džuniči Watanabe novelu Hanauzumi (花埋み) z roku 1993. V roce 2019 vznikl japonský životopisný film Hitocubu no mugi: Ogino Ginko no šógai.